# 金剣神社
金剣神社（こんけんじんじゃ）は、岐阜県郡上市大和町剣（郡上郡弥富村大字剣→郡上郡大和町剣）に鎮座する神社。
金剱神社とも称する。

## 概要
創建時期は不詳。元明天皇の治世の頃、加賀国鶴来から門総左衛門と加藤与三右衛門が引っ越してきて、この地（剣村）に創建したという（加賀国鶴来には白山七社の一つである金剱宮（主祭神：瓊々杵尊）が鎮座する）。
江戸時代は「金剱明神」「金剱大権現」とも称した。

## 主祭神
- 伊弉冉尊
- 忍穂耳尊
- 瓊瓊杵尊

## 境内社
- 稲荷神社[2]

## 文化財
- 石造狛犬

郡上市の重要無形民俗文化財（1992年（平成4年）10月20日指定）

## 天然記念物
- 社叢

郡上市の天然記念物（1978年（昭和53年）12月25日指定）